# Echinodorus isthmicus
Echinodorus isthmicus és una espècie de planta aquàtica monocotiledònia de fulla ampla dins la família Alismataceae. És una planta nativa de Costa Rica i de Panamà (d'on prové l'epítet específic 'isthmicus' = de l'istme)
Es planta en aquaris d'aigua dolça. Les seves fulles són tendres i poden sucumbir a l'atac dels cargols d'aigua.